# Општина Доњи Вакуф
Општина Доњи Вакуф је општина у Федерацији БиХ, БиХ. Ова општина припада Средњобосанском кантону. Сједиште општине се налази у граду Доњи Вакуф.

## Географија
Доњи Вакуф се налази на ријеци Врбас у Скопљанској долини између Јајца, Бугојна и Травника. Општина обухвата западну падину планине Комар (висока 1.510 м). Доњи Вакуф је важна босанскохерцеговачка раскрсница, кроз коју пролазе двије важне магистрале: Зеница — Доњи Вакуф, Бања Лука — Јабланица.

## Становништво
По посљедњем службеном попису становништва из 1991. године, општина Доњи Вакуф је имала 24.544 становника, распоређених у 68 насељених мјеста.
| Националност       | 1991.           | 1981.           | 1971.           |
| Муслимани          | 13.509 (55,03%) | 11.600 (51,31%) | 10.528 (51,62%) |
| Срби               | 9.533 (38,84%)  | 8.574 (37,92%)  | 8.767 (42,99%)  |
| Хрвати             | 682 (2,77%)     | 635 (2,80%)     | 924 (4,53%)     |
| Југословени        | 593 (2,41%)     | 1.531 (6,77%)   | 90 (0,44%)      |
| остали и непознато | 227 (0,92%)     | 266 (1,17%)     | 84 (0,41%)      |
| Укупно             | 24.544          | 22.606          | 20.393          |

У границама данашње општине Доњи Вакуф (без насељеног места Љуша које је припало Реп. Српској), национални састав 1991. године је био следећи:
укупно: 24.372
| Националност       | 1991.          |
| Муслимани          | 13.509 (55,42) |
| Срби               | 9.364 (38,42)  |
| Хрвати             | 682 (2,79)     |
| Југословени        | 590 (2,42)     |
| остали и непознато | 227 (0,95)     |

- Део који је припао Реп. Српској (Љуша)

укупно: 172
| Националност       | 1991.       |
| Срби               | 169 (98,25) |
| Муслимани          | 0           |
| Хрвати             | 0           |
| Југословени        | 3 (1,75)    |
| остали и непознато | 0           |

## Насељена мјеста
Бабин Поток, Бабино Село, Барице, Благај, Брда, Брдо, Брезичани, Ћехајићи, Ћемаловићи, Даљан, Добро Брдо, Догановци, Долови, Доњи Расавци, Доњи Вакуф, Ђуловићи, Факићи, Фоњге, Галешићи, Грабантићи, Гредина, Грич, Гувна, Хемићи, Јаблан, Јеманлићи, Карићи, Кеже, Комар, Коренићи, Кошћани, Ковачевићи, Криваче, Кутања, Љуша, Макитани, Ново Село, Оборци, Ораховљани, Петковићи, Пиљужићи, Побрђани, Поњавићи, Поткрај, Прибраћа, Присика, Прусац, Расавци, Растичево, Рудина, Руска Пилана, Санџак, Семин, Силајџевина, Слатина, Соколина, Старо Село, Суходол, Султановићи, Шахмани, Шатаре, Шехерџик, Шутковићи, Торлаковац, Урија, Влађевићи, Врбас и Врљај
Послије потписивања Дејтонског споразума највећи дио општине Доњи Вакуф ушао је у састав Федерације БиХ. У састав Републике Српске ушло је насељено мјесто Љуша.